# Fresno El Viejo
Fresno El Viejo är en ort i Spanien.   Den ligger i provinsen Provincia de Valladolid och regionen Kastilien och Leon, i den centrala delen av landet, 150 km nordväst om huvudstaden Madrid. Fresno El Viejo ligger 759 meter över havet och antalet invånare är 1 168.
Terrängen runt Fresno El Viejo är platt. Runt Fresno El Viejo är det glesbefolkat, med 16 invånare per kvadratkilometer. Närmaste större samhälle är Nava del Rey, 15,7 km norr om Fresno El Viejo. Trakten runt Fresno El Viejo består till största delen av jordbruksmark.